# Spiritualité cistercienne
Les cisterciens « marquent profondément l'histoire par leur spiritualité […] au point d'irradier tous les secteurs de la société ». Orants, ils cherchent Dieu dans toute leur vie et particulièrement dans la lectio divina (Lecture priée de la Bible) et la liturgie. Celle-ci, qui se veut fidèle à la règle de saint Benoît et à la tradition de l'Église, vise à orienter le cœur vers « la contemplation du Christ incarné », […] « vers une piété plus sensible et une religion plus charnelle ». Cette spiritualité s'appuie donc sur toute une théologie, où l'ascèse est au service de la paix intérieure et surtout de la quête de Dieu.

## Paix intérieure

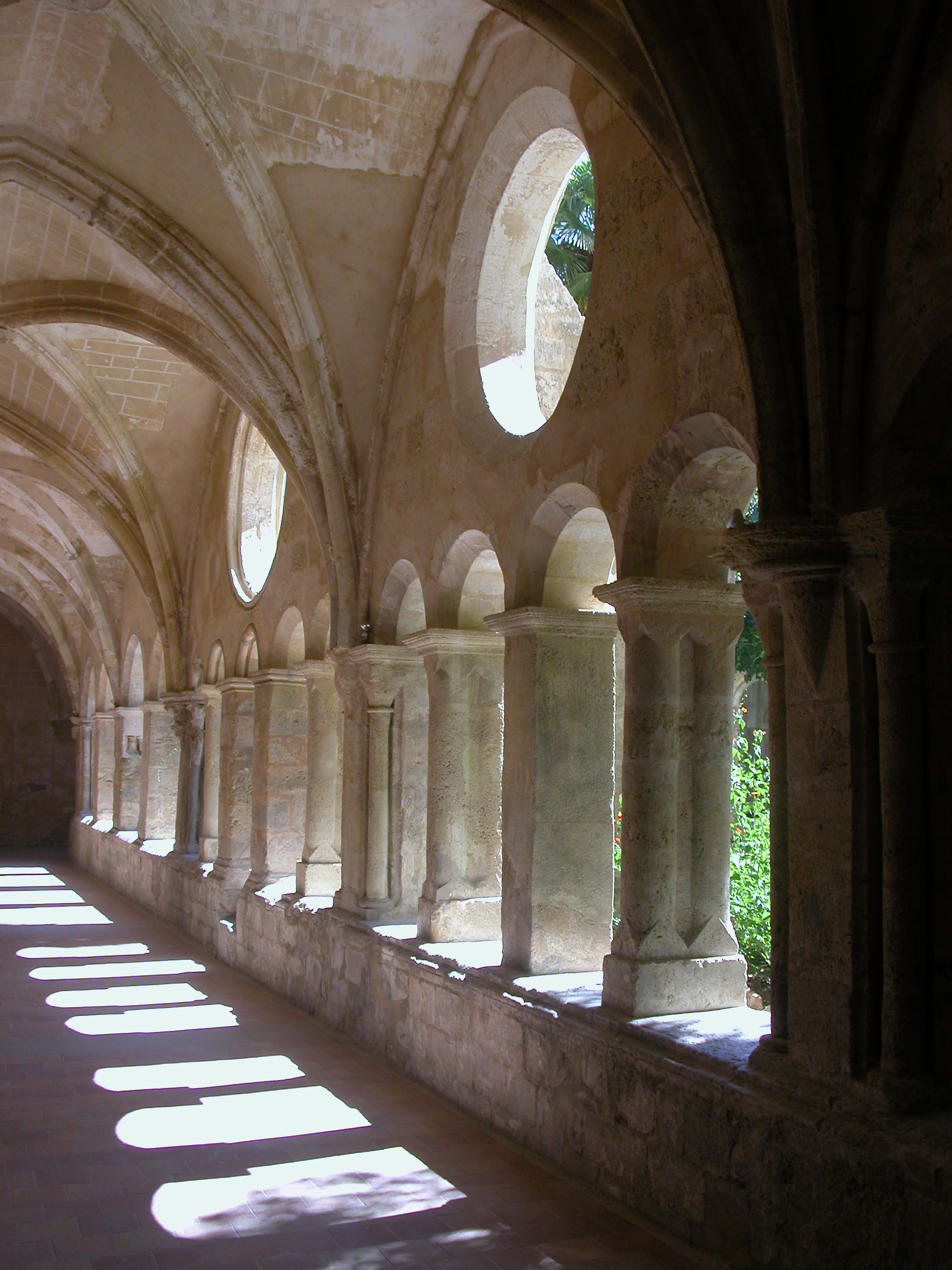
Cloître de l'abbaye de Valmagne

L'objectif clairement défini de la spiritualité cistercienne est d'être en permanence attentif à la parole de Dieu et de s'en imprégner. C'est l'explication du choix du désert : les cisterciens s'installent en des endroits reculés (mais bénéficiant de bonne potentialité d'irrigation, qu'ils mettent en valeur). C'est la fuga mundi, la fuite du monde qui caractérise les moines depuis les Pères du Désert (IVe siècle). Le désert, libérant le moine de nombreuses préoccupations inutiles, lui permet de se consacrer à l'essentiel : la recherche de Dieu.
En entrant au monastère, le moine laisse tout, sa vie est rythmée par la liturgie. Rien ne doit le perturber dans sa vie intérieure. Le monastère a pour fonction de favoriser cet aspect de la spiritualité cistercienne. C'est pourquoi les rituels cisterciens sont précisément codifiés dans les Ecclesiastica officia et que l'architecture des couvents qui doit répondre avant tout à cette fonction suivent les instructions précises de Bernard de Clairvaux. Avant d'être une mystique, la spiritualité cistercienne est une spiritualité incarnée : que la vie quotidienne aille de soi est la condition sine qua non de la paix intérieure et du silence, propice à la relation avec Dieu. Tout doit y conduire et rien en distraire. Ainsi, l'architecture, l'art ou les manuscrits cisterciens adoptent un style pur et dépouillé.
C'est aussi pour cette raison que les trappistes modèrent largement leur temps de parole. S'ils ne font pas « vœu de silence » (comme l'affirme une légende fantaisiste mais tenace), il est exact qu'ils réservent la parole aux communications utiles au travail, aux dialogues communautaires et aux entretiens personnels avec le supérieur et l'accompagnateur spirituel. La conversation spontanée est réservée à des occasions spéciales. Les trappistes, à la suite des Pères du Désert et de saint Benoît, considèrent que parler peu permet d'approfondir la vie intérieure; le silence fait donc partie de leur spiritualité. L'important pour eux est d'une part de ne pas se disperser en paroles inutiles qui altèrent la disponibilité de l'homme à parler dans son cœur avec son Dieu; d'autre part, ils souhaitent que ce que chacun a d'important à dire puisse l'être et être écouté: d'où l'importance de "l'appel des frères en conseil" et de l'accompagnement spirituel personnalisé.

## Cheminement vers Dieu
En cherchant à mieux connaître l'homme et ses relations avec Dieu, les cisterciens développent une théologie de la vie mystique. Bernard de Clairvaux - dans son traité De l'Amour de Dieu - ou Guillaume de Saint-Thierry, abbé bénédictin puis simple moine cistercien du XIIe siècle sont à la source d'une véritable école spirituelle en faisant passer un pas décisif à la littérature descriptive des états mystiques. Ils développent une ascétisme extrême de dépouillement qui est très visible d'un point de vue artistique. La liturgie développe des mélodies épurées totalement au service de la Parole divine pour révéler toute la richesse et le mystère qui y sont contenus. Il est donc crucial que l'écoute ne soit pas perturbée par d'autres signaux, d'où la recherche du silence. Il n'y a pas d'écoute vraie sans l'attitude fondamentale d'obéissance (ob-audire) et d'humilité (Attitude déjà définie comme caractéristique du moine par le législateur de la vie monastique en Occident et à ce titre inspirateur des cisterciens: saint Benoît de Nursie).
Pour Bernard de Clairvaux, « l'humilité est une vertu par laquelle l'homme devient méprisable à ses propres yeux en raison de ce qu'il se connaît mieux ». Cette authentique connaissance de soi ne peut être obtenue que par le retour sur soi. Par la connaissance de sa propension au péché le moine se doit d'exercer, comme Dieu, la miséricorde et le charité envers tout homme. En s'acceptant tel qu'il est, grâce à cette démarche d'humilité et de travail intérieur, l'homme connaissant sa propre misère devient capable de compatir à celle d'autrui.
Selon Bernard de Clairvaux, on doit alors parvenir à aimer Dieu par amour de soi et non plus de Lui. La prise de conscience que l'on soit un don de Dieu ouvre à l'amour de tout ce qui est à Lui. Cet amour est, pour Saint Bernard, le seul chemin qui permette d'aimer comme il le faut son prochain puisqu'il permet de l'aimer en Dieu. Finalement, après ce cheminement intérieur on parvient au dernier stade de l'amour qui est d'aimer Dieu pour Dieu et non plus pour soi. On peut parvenir à l'ultime connaissance de la vérité, c'est-à-dire la connaissance de la vérité connue en elle-même. Il faut être vide de soi pour ne plus s'aimer que pour Dieu. Il n'y a pas d'autre moyen d'y parvenir que par la persévérance et la pénitence, soutenues par la grâce divine.

## Libre arbitre

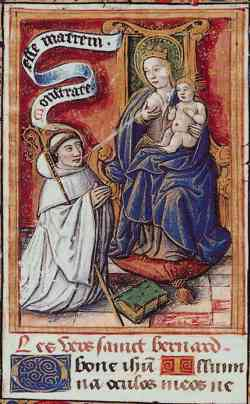
Bernard de Clairvaux recevant le lait de la Vierge.

Pour Bernard de Clairvaux, du fait de son libre arbitre, l'homme à la possibilité de choisir sans contrainte de pécher ou de suivre le cheminement qui conduit à l'union avec Dieu. par l'amour de Dieu il lui est possible de ne pas pécher et d'atteindre au sommet de la vie mystique en ne voulant plus autre chose que Dieu, c'est-à-dire de s'affranchir de toute possibilité de pécher en étant totalement libre.
La pensée de Guillaume de Saint Thierry est en phase avec celle de Saint Bernard considérant que l'amour est la seule façon de dépasser le dégoût que l'on éprouve pour soi-même. Arrivé au bout du cheminement intérieur, l'homme se trouve reformé à l'image de Dieu, c'est-à-dire tel qu'il était voulu avant le clivage induit par le péché originel. Ce qui meut le désir des cisterciens de quitter le monde, c'est l'union dans l'amour de la créature avec le créateur. Union parfaitement vécue par la Vierge Marie qui est le modèle exemplaire de la vie spirituelle cistercienne. C'est pourquoi les moines cisterciens lui vouent une dévotion particulière.

## Travail manuel
La spiritualité cistercienne est une spiritualité bénédictine avec une observation plus rigoureuse sur certains points. Le travail manuel est remis en valeur par l'exploitation directe des terres et des propriétés. Ce choix n'est pas dû à des considérations économiques, mais bien à des raisons spirituelles et théologiques: l'Écriture valorise la subsistance de chacun par son travail, les Pères du désert travaillaient de leurs mains, et saint Benoît insiste: c'est alors qu'ils seront vraiment moines, lorsqu'ils vivront du travail de leurs mains, à l'exemple de nos pères et des Apôtres. Pour le législateur de la vie monastique en Occident, l'oisiveté est ennemie de l'âme et les frères doivent s'occuper à certains moments par du travail manuel. À ce caractère central de travail manuel dans le monachisme, d'après les cisterciens, s'ajoute une autre motivation: la grande richesse de plusieurs abbayes de l'époque faisait de leurs moines des nantis (et même parfois d'authentiques seigneurs féodaux) assez éloignés de la pauvreté évangélique qui semblait nécessaire aux premiers moines pour chercher Dieu d'un cœur pur. Par suite, cette charte des premiers cisterciens qu'est le Petit Exorde de Cîteaux définit le moine, par opposition à celui qui touche des dîmes, comme celui qui possède des terres et en tire sa subsistance par son propre travail et celui de son bétail. Naturellement les cisterciens s'ingénient à améliorer sans cesse le résultat de leur travail, et comme par ailleurs ils jouissent de facilités que n'ont pas toujours les autres paysans de l'époque (main-d'œuvre et capitaux pour réaliser de grands travaux de drainage et d'irrigation, liberté de circulation, possibilité d'avoir des dépôts de vente dans les grandes villes, de construire routes et fortifications, etc.) ils acquièrent assez vite une grande maîtrise technique et technologique, ce qui est pour beaucoup dans leurs succès économiques du XIIe siècle.
Les trappistes ont su perpétuer leur savoir technique en restant vigilants sur les effets néfastes qu'ont eu dans l'histoire les succès économiques des cisterciens. C'est pourquoi par exemple les bénéfices des bières trappistes sont réinvestis dans des œuvres caritatives.

## Amour des lettres et désir de Dieu[13]
La spiritualité cistercienne est en fait aussi vaste que les auteurs qui l'ont bâtie. Si saint Bernard est le plus célèbre, (Traité de l'amour de Dieu, les splendides Sermons sur le Cantique, les Sermons pour les différentes fêtes liturgiques; le Précepte et la dispense, où l'on découvre un saint Bernard très éloigné du rigoriste que l'on s'est parfois plu à présenter; De la considération, où l'abbé de Clairvaux écrit à un de ses fils spirituels cisterciens, devenu pape sous le nom d'Eugène III; les degrés de l'humilité et de l'orgueil, reprise des degrés de l'humilité décrits par Saint Benoît avec une description psychologique parfois amusante ; etc.) on connaît bien aussi Guillaume de Saint-Thierry dont la Lettre aux chartreux du Mont-Dieu (la Lettre d'Or) est un monument de la spiritualité médiévale. Ses Oraisons Méditatives présentent aussi sa réflexion et sa prière lorsque, abbé bénédictin de Saint-Thierry, il aspirait à renoncer à sa charge (ce qui ne se faisait guère à l'époque) pour devenir simple cistercien et être ainsi plus disponible pour vaquer à ce qui seul comptait pour lui: la recherche de Dieu (Ce qu'il finira par faire malgré l'avis contraire de son ami Bernard de Clairvaux). À la même époque, Aelred, abbé de Rievaulx (Angleterre) écrit sa grande œuvre sur l'Amitié spirituelle; le souci d'un vrai amour fraternel, concret et authentique, transparaît aussi dans son Miroir de la charité. Après Bernard de Clairvaux, Gilbert de Hoyland continuera ses sermons sur le Cantique, description de l'itinéraire de l'âme vers Dieu. Baudoin de Forde, Guerric d'Igny, Isaac de l'Étoile marcheront sur les mêmes traces. En Saxe, Gertrude de Helfta (monastère qui suivait les coutumes cisterciennes sans être juridiquement affilié à l'Ordre) sera une des premières moniales à transmettre par écrit son expérience, dans le Héraut de l'amour divin.